# 奠基者效应

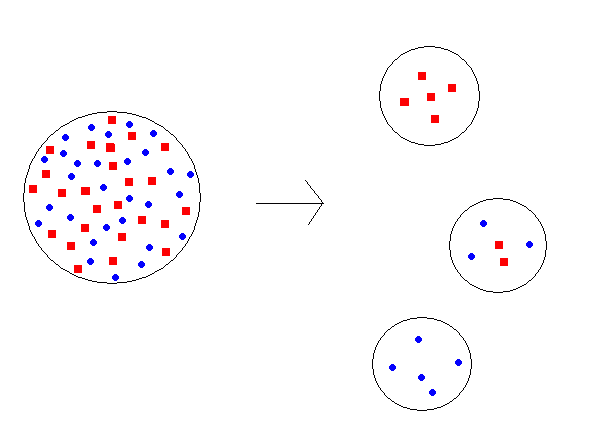
創立者效應示意圖：原始族群（左）分出三個由少數個體建立的新族群（右）。新族群與原始族群在基因上有顯著差異。

奠基者效应（英語：founder effect，亦称为始创者效应、建立者效应、拓荒者效应、创始者效应或始祖效應）是加速族群遗传漂变作用的一种形式，指由带有亲代群体中部分等位基因的少数个体重新建立新的群体，這個群體後來的數量雖然會增加，但因未與其他生物群體交配繁殖，彼此之間基因的差異性甚小。這種情形一般發生人口少、人口流动也小的地区，例如於對外隔絕的海島，較為封閉的新開闢村落，或是严格实行内婚制的宗教团体等。效应名称中的奠基者或始创者指人口数量很少的社区之早期成员。
有一個例子可以解釋此現象：在委內瑞拉的偏僻山村中，人們患上亨廷頓舞蹈症的機率大大高於外界。因為十九世紀初，一位帶有亨廷頓舞蹈症突变等位基因的婦女，將自己的等位基因遗传给個別村民中。其後的歷史發展并沒有再介入新的等位基因，遂導致全村的人共享了這一致病等位基因。
1942 年，恩斯特·瓦爾特·邁爾透過使用休厄爾·賴特等人的理論研究，首次對奠基者效應進行了全面概述。

## 連環奠基者效應
當種群長距離遷移時，會發生連環奠基者效應。 這種長距離遷移通常涉及相對快速的移動，然後是定居期。 每次遷徙中的種群僅攜帶先前遷徙攜帶的遺傳多樣性的一個子集。 因此，正如“距離隔離”模型所描述的那樣，遺傳分化往往會隨著地理距離的增加而增加。人類遷出非洲的特點是連環奠基者效應。非洲擁有所有大陸中最高程度的人類遺傳多樣性，這與現代人類起源於非洲吻合。

## 在島嶼生態學
奠基者種群對於島嶼生物地理學和島嶼生態學的研究至關重要。 天然的奠基者種群並不容易找到，但是在1883年喀拉喀托火山爆發災難性地抹去了島上的所有生命之後，科學家曾對當地的奠基者種群影響進行了一系列經典研究。 另一項持續的研究是在冰島敘爾特塞島生物定殖之後進行的。敘爾特塞島是一個新的火山島，在 1963 年至 1967 年間在冰島近海火山噴發而產生。更早的事件則是大約 73,000 年前蘇門答臘的多巴火山噴發，使印度一些地區覆蓋了厚達 3-6 米的火山灰。由於尼科巴群島和安達曼群島更靠近火山灰錐體，所以火山灰亦一定已覆蓋該兩座群島，其厚度足以窒息生命，迫使島上的生物多樣性重新開始。
然而，並不是所有的奠基者效應研究都是在自然災害之後開始的； 一些科學家研究了物種在局部地區滅絕後恢復或以前不存在的物種進入新地區後的情況。 在經歷了嚴重的種群瓶頸幾十年後，科西嘉馬鹿（歐洲馬鹿亞種）仍被列為瀕危物種。 分子分析證實來自科西嘉島和撒丁島的馬鹿彼此之間的關係最密切。 科西嘉島的原始馬鹿種群於1970年代滅絕後，撒丁島的馬鹿於1998年再引入到科西嘉島上，研究發現現時居住在科西嘉島的鹿已開始與居住在撒丁島的鹿有所不同。
奠基者效應會影響複雜的特徵，例如鳥類鳴唱的多樣性。 在家八哥中，來自奠基者種群的鳴唱曲目中獨特歌曲的百分比和歌曲內的複雜性明顯較原生種群低。

## 人類族群中的奠基者效應
由於人類歷史上的各種遷移，奠基者效應在不同時間和地點的人類中有些普遍。 加拿大魁北克省的法裔加拿大人是奠基者人口的典型例子。 在 1608 年至 1760 年的 150 多年法國殖民統治期間，估計有 8,500 名拓荒者結婚並在當地留下了至少一名後裔。在 1760 年英國王室接管該殖民地後，當地實際上停止輸入來自法國的移民，但法國定居者的後裔數量繼續增長，這主要是由於他們的高生育率。 異族通婚主要發生在被驅逐出境的阿卡迪亞人和來自不列顛群島的移民之間。 20世紀以來，魁北克的移民和法裔加拿大人的混居涉及到來自世界各地的人們。 雖然在今天的魁北克，部分法裔加拿大人可能擁有其他血統，但最初的法國奠基者的遺傳貢獻仍占主導地位，並解釋了大約 90% 的區域基因庫，而阿卡迪亞人（來自加拿大東部其他法國定居者的後裔）混合貢獻了 4% ，英國人則只有 2%，美洲原住民和其他群體貢獻則更少。
在人類中，奠基者效應可能源於文化隔離，也不可避免地源於內婚制。 例如，美國的阿米希人（基督新教重洗派門諾會中的一個信徒分支）族群表現出奠基者效應，因為他們是從少數奠基者成長起來的，沒有招募新人，並且傾向於在族群內通婚。 儘管仍屬少見，但與整個美國人口相比，多指畸形或 埃利偉氏症候群等症狀等現像在在阿米希人社區中更為常見。

## 延伸閲讀
- Mayr, Ernst. . Julian Huxley  (编). . London: George Allen & Unwin. 1954. OCLC 974739.
- Mayr, Ernst. . Cambridge: Belknap Press of Harvard University Press. 1963. ISBN 978-0-674-03750-2.

## 外部連結
- Founder effect（页面存档备份，存于）